# Мэлон, Меган
Меган Мэлон (англ. Meggan Mallone) — американская порноактриса.

## Биография
Мэлон родилась в Хьюстоне (штат Техас) и имеет черокское и ирландско-германское происхождение. Её мать — чистокровная чероки из Оклахомы, дала ей прозвище «Moonstar». Меган посещала старшую школу Ламара в Хьюстоне, где занималась чирлидингом. По окончании обучения работала манекенщицей. Меган пришла в порноиндустрию в 2008 году и почти сразу же подписала контракт с порностудией Vivid Entertainment.
В мае 2008 года она появилась на обложке журнала AVN, а в июне года на обложке журнала Hustler.

## Премии и номинации
- 2009 номинация на AVN Award — Лучшая новая старлетка[3]
- 2009 номинация на XBIZ Award — Новая старлетка года
- 2009 номинация на Hot d'Or — Лучшая американская старлетка
- 2010 номинация на AVN Award — Лучшее исполнение стриптиза — Strip Tease[4]